# (65658) Gurnikovskaya
(65658) Gurnikovskaya est un astéroïde de la ceinture principale.

## Description
(65658) Gurnikovskaya est un astéroïde de la ceinture principale. Il fut découvert le 20 octobre 1982 à Naoutchnyï par Lioudmila Karatchkina. Il présente une orbite caractérisée par un demi-grand axe de 2,63 UA, une excentricité de 0,29 et une inclinaison de 3,9° par rapport à l'écliptique.

## Compléments